# 심장학

심장학(心臟學, cardiology)은 사람이나 짐승의 심장 질환을 다루는 의학의 분과이다. 이 분야는 선천성 심장병, 관상동맥질환, 심부전, 심장판막증, 전기생리의 진단과 치료를 포함한다.